# Moergestels Broek
Het Moergestels Broek is een agrarisch gebied en natuurgebied van 164 hectare tussen Moergestel en Oirschot dat tot in de jaren 1930 gekenmerkt werd door dotterbloemhooilanden. Door ruilverkaveling in de jaren 1930 ging natuurwaarde verloren, maar het bleef het belangrijkste Noord-Brabantse gebied voor weidevogels. In de 21e eeuw is een groot deel in beheer bij natuurbeschermingsorganisaties.

## Geschiedenis
In 1900 lag hier een uitgestrekt broekgebied met vochtige heiden en weiden. Het was dan ook een wens van Pieter van Tienhoven om dit gebied te behouden en te verenigen met de Oisterwijkse Bossen en Vennen. Hij kon dit doel echter niet bereiken: het gebied werd gaandeweg in cultuur gebracht, maar de dotterbloemhooilanden hielden een rijke flora en grote aantallen broedvogels. Door de ruilverkaveling in de jaren dertig ging veel flora en fauna verloren, maar het gebied bleef belangrijk voor weidevogels.

## De Hilver
Het Moergestels Broek maakt deel uit van landinrichtingsgebied De Hilver. Vereniging Natuurmonumenten bezit en beheert het grootste deel van het Broek. Het totale bezit in De Hilver heeft een oppervlak van 107 hectare en ook Staatsbosbeheer heeft terreinen die deels in het Moergestels Broek liggen. Het bezit van Het Brabants Landschap ligt zuidelijker in De Hilver. De organisaties trachten door natuurontwikkeling en afspraken met agrariërs de natuurwaarde te vergroten.

## Ruimtelijke structuur
Door het Moergestels Broek lopen de Reusel en de Rosep. Het wordt van noordwest naar zuidoost in tweeën gedeeld door de A58.